# Smilax aculeatissima
Smilax aculeatissima là một loài thực vật có hoa trong họ Smilacaceae. Loài này được Conran miêu tả khoa học đầu tiên năm 1986.